# Claude Guéant

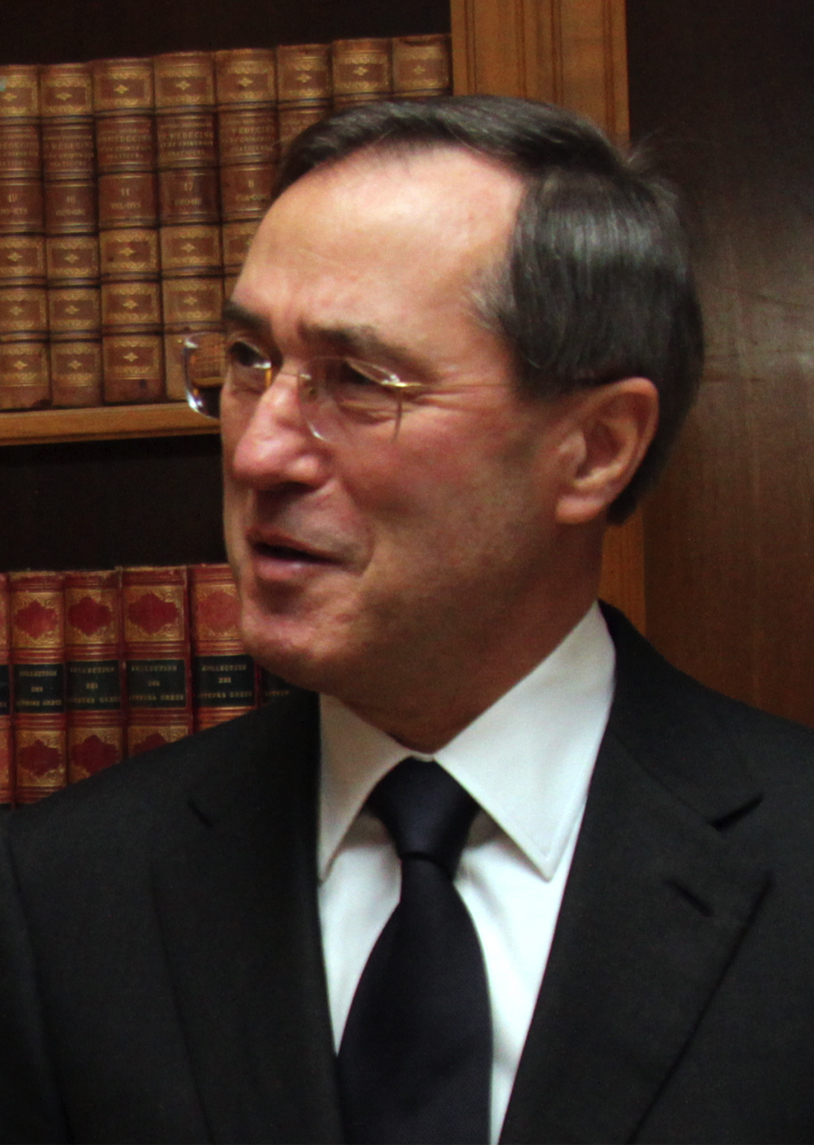
Claude Guéant op 28 februari 2011

Claude Guéant (Vimy, Pas-de-Calais, 17 januari 1945) is een Frans politicus. Bij het aantreden van Nicolas Sarkozy als president van Frankrijk werd Guéant aangesteld als secretaris-generaal van het Élysée. Van 2011 tot mei 2012 was Guéant minister van Binnenlandse Zaken.

## Studies
Na studies aan de Rechtsfaculteit in Parijs en aan het Institut d'études politiques de Paris ging hij verder studeren aan de École nationale d'administration, waar hij behoorde tot de Promotie Thomas More (1971). Tot diezelfde promotie behoorde ook Jean-Claude Trichet, de voorzitter van de Europese Centrale Bank.

## Prefectorale loopbaan
Zijn professionele carrière begon Guéant als kabinetschef van de prefect van het departement Finistère, nadien als secretaris-generaal voor economische zaken in het departement Guadeloupe. Van 1977 tot 1981 was hij kabinetsmedewerker bij de minister van Binnenlandse Zaken Christian Bonnet. Vervolgens bekleedde hij hoge functies binnen de departementen Hérault, Hauts-de-Seine en de Regio Centre-Val de Loire. Tijdens die periode leerde hij Charles Pasqua en Nicolas Sarkozy kennen.
In 1991 werd hij benoemd tot prefect van het departement Hautes-Alpes. Nadat Charles Pasqua werd benoemd tot minister van Binnenlandse Zaken werd hij zijn adjunct-kabinetschef, gevolgd door zijn benoeming tot directeur-generaal van de nationale politie in 1994. Vanaf 1998 werd hij achtereenvolgens prefect in Franche-Comté, Doubs, Bretagne en Ille-et-Vilaine.

## Sarkozy
Vanaf 2002 tot 2004 en van 2005 tot 2007 werd hij kabinetschef van Sarkozy toen deze zowel minister van Binnenlandse Zaken als minister van Financiën was. Nadat hij een belangrijke benoeming misliep (Chirac weigerde om hem politieprefect voor Parijs te benoemen) trok hij volledig de kaart Sarkozy en werd hij de directeur van zijn verkiezingscampagne voor het presidentschap. Na de verkiezing van Sarkozy werd Guéant op 16 maart 2007 benoemd tot secretaris-generaal van de president.
In tegenstelling tot zijn voorgangers in die functie aarzelde Guéant niet om publiek op te treden (vaak op televisie) en politieke uitspraken te doen. Hij verborg ook niet dat hij de auteur of de inspirator was van enkele spraakmakende redevoeringen van de president.

## Minister van Binnenlandse Zaken
Naar aanleiding van een herschikking binnen de regering François Fillon, volgde  Guéant op 27 februari 2011 Brice Hortefeux op als minister van Binnenlandse Zaken, Overzeese gebieden en Immigratie. Op 16 mei 2012 werd Guéant opgevolgd door Manuel Valls.

## Privé
Claude Guéant is de zoon van Robert Guéant en Madeleine Leclercq.  Hij is weduwnaar, sinds het overlijden in oktober 2008 van zijn echtgenote, Rose-Marie Benoist. Hij heeft twee kinderen, Marie-Sophie, en François Guéant, een advocaat-fiscalist die sinds 2007 plaatsvervanger van volksvertegenwoordiger Loïc Bouvard is.